# Videojoc d'acció i aventura
 Els videojocs d'acció i aventura (Anglès britànic: aventura arcade; japonès: acció RPG o també conegut per aventura RPG) són un gènere de videojocs que combinen els elements dels gèneres de videojocs d'aventures amb diversos elements d'un videojoc d'acció. És potser, el gènere més expandit i divers en el món dels videojocs, i pot ser inclòs en molts videojocs que poden estar millor categoritzats sota altres gèneres. El primer videojoc que es va conèixer sobre aquest gènere és l'Adventure (1978) d'Atari 2600. Amb la decadència del gènere d'aventures, el gènere d'acció i aventura es convertia molt més prominent. Com a efecte secundari, els videojocs d'acció i aventura són a vegades anomenats simplement com a videojocs d'aventures pels jugadors de consola, normalment a la protesta de puristes d'aventura.

## Definició i confusió
El terme "acció i aventura o acció-aventura" en si mateix s'ha generalitzat des de la seva introducció, i ara es pot referir virtualment a qualsevol videojoc que combina els elements de batalles o lluites d'acció en temps real amb alguns elements de resoldre problemes. Llavors, el gènere es pot distingir a videojocs d'aventura purs o de videojocs de rol. S'hauria d'anotar que els videojocs d'aventures mai es pronuncien amb elements d'acció en termes generals en la seva definició, limitant les lluites i batalles en què surt l'acció a minijocs o altres breus seqüències sense tenir un impacte gran en el videojoc en nom de jugabilitat.
A causa de la manca d'una definició del terme d'aventura d'acció (encara que es pot considerar un joc que conté elements dels dos gèneres sobre una suposició) hi ha bastants desacords en la comunitat i en els mitjans de comunicació sobre el fet que constitueix un joc d'aventura d'acció. Una definició del terme "aventura d'acció" és un joc que té prou acció en dit joc per no anomenar-se un joc d'aventura, però no prou posseeix prou acció per anomenar-se un joc d'acció. Malgrat això, hi ha agut desacords sobre els quals els jocs caben sota les categories que són especialment prominent en articles sobre internet i altres mitjans de comunicació. Algunes persones consideren jocs d'aventura d'acció per fer un baralla lliures amb torns, però a diferència de RPG poden lluitar enemic en combats entre torns, directament en pantalla.

## Trets comuns

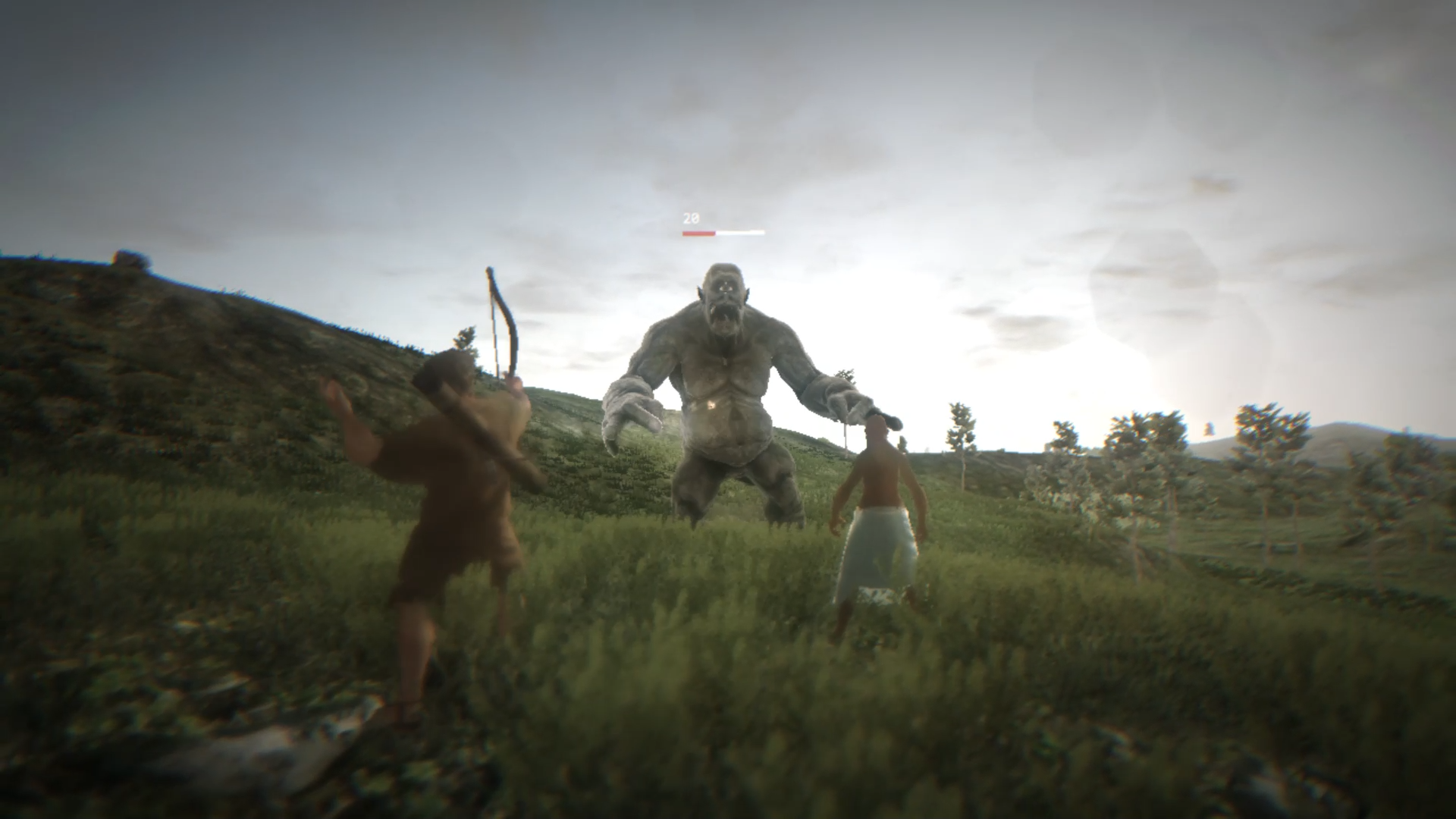
Captura de pantalla d'un videojoc d'aventures amb un sistema que permet al jugador centrar-se en els objectius

En jocs d'aventura d'acció, mentre les accions basades en el reflex s'exigeixen (sovint girant al voltant del combat o l'evitació d'aquest), la jugabilitat encara segueix un cert nombre de dates de gènere de joc d'aventura (elements de reunió, exploració i interacció amb l'ambien, sovint incloent-hi un Overworld que connecta àrees d'importància, i solucions de trencaclosques per avançar en el joc). Mentre els controls són d'estil d'arcades (moviment de caràcter, poques comandes d'acció) hi ha un objectiu definitiu més enllà d'un alt resultat.

## Subgèneres
Com s'ha dit abans, el videojoc d'acció i aventura és difícil de definir, això no obstant, hi ha alguns subgèneres que tenen elements clau. Els subgèneres populars es poden incloure:
- Els videojocs de terror, com Resident Evil i la saga Silent Hill, que donen èmfasi la "gestió de l'inventari" i assegurant al jugador que té prou munició per "sobreviure" en l'escena d'horror.
- Els videojocs d'aventura d'exploració (a vegades anomenats Metroidvanias o Castletroids) com el Super Metroid i Castlevania: Symphony of the Night, que donen èmfasi en l'exploració d'un entorn hostil, normalment amb zones inaccessibles fins que el jugador adquireixi alguna mena d'objecte o clau per entrar-hi.
- Videojocs d'acció i rol, com el Baldur's Gate: Dark Alliance, no pas l'original.

### Videojocs d'aventura isomètrics
Hi ha alguns videojocs amb una perspectiva isomètrica i amb jugabilitat d'acció i aventura. El gènere està més present en videojocs de la ZX Spectrum, el primer, amb molt èxit és Knight Lore de l'empresa Ultimate Play The Game.